# Vica
 (novembre 2018).
Vica (né Vincent Krassousky le 22 juillet 1902 à Kiev et mort le 31 mai 1948 à Paris 13e) est un dessinateur de bandes dessinées de la première moitié du XXe siècle. Cet auteur controversé est décrit comme « ouvertement raciste et antisémite ».

## Biographie
Vica naît en 1902 à Kiev et se serait réfugié en France après l'ascension des bolcheviks.
Son père, colonel de l'armée de l'air du Tzar, est tué en Bulgarie. Quant à sa mère et sa sœur, elles ont été fusillées par les bolcheviks, ce qui explique la haine qu'il gardera envers les « Rouges ».
Il « a poursuivi des études secondaires afin d’entrer lui-même dans la carrière militaire », il entre donc « à neuf ans à l’école des Cadets, puis pour deux ans à l’école des aspirants ». Comme c’est « un sujet de forte corpulence et de haute taille, à l’allure athlétique », il s’est enrôlé à 16 ans dans l'armée blanche de Wrangel et il a participé pendant deux ans à la guerre civile qui ensanglante la Russie. Au cours des opérations, il est blessé à plusieurs reprises, dont une fois gravement à la tête par un éclat de grenade qui ne sera jamais extrait, ce qui lui laisse des crises douloureuses et des vertiges.
Il s'installe à Paris en 1929. Dessinant remarquablement bien, il trouve assez rapidement du travail tout d'abord dans la publicité, puis crée, chez Gordinne, un éditeur belge en pleine ascension dans les années 1930, le personnage du marin Vica, très vaguement inspiré de Popeye. Sous l'Occupation, ses dessins sont ensuite publiés dans Paris-Soir, Gavroche en 1940-1942, Le Téméraire en 1943.
Il se fait connaître en 1933 par une commande publicitaire pour la marque de chocolat Banania, avec une série de 48 images à coller par les enfants dans un album L'histoire du joyeux Y'a bon le petit négrillon devenu grand bienfaiteur.
Vica publie cinq albums pour les enfants de 1935 à 1938 (réédition sous le nom de Vican).
Vica publie des récits d'une « loufoquerie grossière, peu raffinée » ainsi que des narrations à vocation politique. Avec tout le talent graphique dont il était capable, il se montre très engagé dans les pages d'albums complets qu'il publie en 1942 pour la Maison Dompol : Vica au Paradis de l'URSS et Vica contre les Services Secrets Anglais. Un troisième album Vica défie l'Oncle Sam est publié par les Éditions Coloniales et Métropolitaines. Cette fois l'illustrateur change de registre : avant tout conçus comme anti-communistes, anti-anglais et anti-américains, les trois albums comportent aussi des passages antisémites. Il est établi aujourd'hui que deux Allemands avaient été adjoints à Vica pour réaliser ces trois albums de pure propagande nazie : l'un pour écrire les textes (le dessinateur, maîtrisant trop mal le français, n'aurait pas pu les rédiger lui-même et il avait d'ailleurs coutume de faire corriger les textes de ses BD par ses amis) ; l'autre pour l'assister sur les dessins (probablement sur les nombreux montages-photos figurant dans ces albums).
À la fin de la guerre, dénoncé comme « collabo » par un jeune garçon de son immeuble à qui il donnait des leçons de dessin, il est arrêté et interné à la Maison d'arrêt de Fresnes. À l'issue du procès en février 1945, il est condamné à un an de prison, à 1 000 F d’amende et à l’indignité nationale. Vica est le seul dessinateur du Téméraire à être ainsi condamné, la quasi-totalité de ses confrères comme Liquois, Erik et Josse, ayant été engagés, sans états d'âme apparents, dans les pages de Vaillant, publié par un éditeur contrôlé par le Parti communiste français. Ce qui fait dire à un rapport de police : « L’hebdomadaire Vaillant qui paraît actuellement au 53 rue Hoche n’est qu’une copie du Téméraire : seul le titre a été changé ».
Toutefois, « bon nombre d’auteurs et d’illustrateurs ont effectivement été jugés et condamnés à diverses peines. Au cours de l’été 1944, plusieurs rédacteurs reçurent des menaces de mort, car Le Téméraire était repéré par certains mouvements communistes. Un rapport de la Police Judiciaire signale que « dès la Libération, les locaux du Téméraire, 116 rue Réaumur, ont été fouillés, bouleversés et occupés par des cellules communistes qui y sont encore : il s’agit d’étrangers groupés sous l’appellation CADI (comité d’action de défense des immigrés) ».
Après sa sortie de prison, Vica publie quelques bandes dessinées dans Cadet Journal (1946) sous le pseudonyme de Tim. Il meurt à Paris 13e le 31 mai 1948.

## Œuvres
- Les aventures de Vica. Éditions Gordinne, Liège. 1935
- Vica au Pôle Nord. Studio André Teixier, 1935 ; réédition: Éditions Gordinne, Liège. 1936
- Poum Plum. Editions Gordinne, Liège. 1936
- Vica au fond d'un volcan. Éditions Gordinne, Liège. 1937
- Vica fait de la peinture. Éditions Gordinne, Liège. 1937
- Me voici scaphandrier. Éditions Gordinne, Liège. 1938
- Histoire du joyeux Yabon le petit Négrillon, 1939
- Vica au paradis de l'URSS. Éditions Dompol, 1942
- Vica contre le Service Secret Anglais (sur la page de garde le titre est:Vica contre l'Intelligence Service. Éditions Dompol, 1942
- Vica défie l'Oncle Sam. Éditions Coloniales et Métropolitaines, 1943
- Pousse-Tout et Passe-Partout (sous le pseudonyme de Tim), 1946